# BWF Future Series 2010
Die BWF Future Series 2010 war die vierte Auflage der BWF Future Series im Badminton.

## Turniere und Sieger
| Veranstaltung | Herreneinzel        | Dameneinzel         | Herrendoppel                      | Damendoppel                           | Mixed                               |
| ------------- | ------------------- | ------------------- | --------------------------------- | ------------------------------------- | ----------------------------------- |
| Kuba          | Osleni Guerrero     | Anida Lestari       | Berry Angriawan Muhammad Ulinnuha | Hudiono Aurien Claudia Ni Made        | Berry Angriawan Claudia Ni Made     |
| Canterbury    | James Eunson        | Erica Pong          | Daniel Gouw Arnold Setiadi        | Emma Chapple Stephanie Cheng          | Oliver Leydon-Davis Louise McKenzie |
| Altona        | Yogendran Krishnan  | Huang Chia-chi      | Ross Smith Glenn Warfe            | Tang Hetian Renuga Veeran             | Raj Veeran Renuga Veeran            |
| Fidschi       | Rosario Maddaloni   | Agnese Allegrini    | Rosario Maddaloni Giovanni Traina | Andra Whiteside Danielle Whiteside    | Arnaud Franzi Johanna Kou           |
| Nouméa        | Bjorn Seguin        | Agnese Allegrini    | Luke Chong Oon Hoe Keat           | Cécile Kaddour Johanna Kou            | Bjorn Seguin Deyanira Angulo        |
| Kolumbien     | Rodrigo Pacheco     | Claudia Rivero      | Pablo Aguilar Bruno Monteverde    | Cristina Aicardi Claudia Rivero       | Rodrigo Pacheco Claudia Rivero      |
| Slowakei      | Alexandre Françoise | Mariya Ulitina      | Jacco Arends Jelle Maas           | Selena Piek Iris Tabeling             | Jacco Arends Selena Piek            |
| Miami         | Kevin Cordón        | Agnese Allegrini    | Sameera Gunatileka Vincent Nguy   | Nicole Grether Charmaine Reid         | Hock Lai Lee Priscilla Lun          |
| Island        | Kim Bruun           | Ragna Ingólfsdóttir | Emil Holst Mikkel Mikkelsen       | Ragna Ingólfsdóttir Katrín Atladóttir | Frederik Colberg Mette Poulsen      |
| Mexiko        | Osleni Guerrero     | Victoria Montero    | Lino Muñoz Andrés López           | Victoria Montero Cynthia González     | Andrés López Victoria Montero       |